# Raffaella Mariani
Raffaella Mariani (San Romano in Garfagnana, 22 aprile 1960) è una geologa e politica italiana.

## Biografia
Laureata in geologia presso l'Università degli studi di Pisa, ha operato per alcuni anni come libero professionista, prima di impegnarsi in politica.
Entrata in politica nei primi anni '90, alle elezioni amministrative del 1994 si candida al consiglio provinciale di Lucca, tra le liste dei Progressisti a sostegno di Andrea Tagliasacchi, risultando eletta consigliera provinciale. Alle successiva tornata elettorale del 1997 viene confermata consigliera provinciale e nello stesso anno viene nominata assessore alle politiche sociali, alla pubblica istruzione e alla protezione civile.
Mariani viene eletta per la prima volta alla Camera dei deputati nella XIV Legislatura (2001) nella lista dei Comunisti Italiani, aderendo quindi all'Ulivo. Rieletta nella XV e nella XVI Legislatura, prima nell'Ulivo e poi nel Partito Democratico, è membro della VIII commissione (ambiente, territorio e lavori pubblici) e della Commissione speciale per l'esame dei Disegni di legge di conversione di Decreti legge.
Alle elezioni comunali in Toscana del 2019 si candida a sindaco del comune di San Romano in Garfagnana (sua città natale), come unica candidata per la lista civica "Uniti per San Romano in Garfagnana", risultando eletta con il 100% dei voti e insiedandosi il 27 maggio 2019.
Alle elezioni primarie del Partito Democratico del 2023 sostiene la mozione della deputata Elly Schlein, che risulterà vincente con il 53,75% dei voti.